# سيو إن جوك
سيو ان جوك (بالهانغول: 서인국 | بالإنجليزية: Seo In-guk) من مواليد 23 أكتوبر 1987، مغني وممثل جنوب كوري. أنطلق في مجال الغناء بعد فوزه بلقب برنامج سوبر ستار كي في 2009، وأنطلق في التمثيل بالمسلسل التلفزيوني أجبني 1997.

## نشأته
سيو ان جوك من مواليد 23 أكتوبر 1987 برج الميزان، ينحذر سيو ان جوك من أسرة في ألسان. بدأ حلمه با الغناء في العاشرة من عمره، واكتشف سيو موهبته بالوقوف على خشبة المسرح في التجماعات العائلية والأحداث المدرسية. درس سيو الموسيقا التطبيقية في جامعة دبل، ومن بعد ذلك أدى اختبارات أداء في الوكالات الترفيهية، غير أنه رُفِضَ ونصح بأن ينقص من وزنه. كافح سيو مع النهام العصبي طويلاً، ولحسن حظه فإن تكرار القيء أتلف له الأحبال الصوتية مؤقتًا فقط.

## فيلموغرافيا

### تلفزيون
| السنة | الاسم                     | الدور                                  | الشبكة     |
| ----- | ------------------------- | -------------------------------------- | ---------- |
| 2012  | حب المطر                  | كيم شانغ مو (1970)/ كيم جون سول (2012) | كي بي اس 2 |
| 2012  | أجبني 1997                | يون يون جاي                            | تي في إن   |
| 2012  | الأبناء                   | يو سونغ غي                             | إم بي سي   |
| 2013  | سيد الشمس                 | كانغ وو                                | اس بي اس   |
| 2013  | أجبني 1994                | يون يون جاي (ضيف شرف، حلقات: 16-17)    | تي في إن   |
| 2014  | فراق آخر                  | آهن يونج مو                            | دراماكوب   |
| 2014  | ثانوية ملك الدهاء         | لي مين سيوك / لي هيونج سيوك            | تي في إن   |
| 2014  | وجه الملك                 | الأمير غوانغهاي                        | كي بي اس 2 |
| 2015  | مرحبا أيها الوحش          | لي هيون                                | كي بي اس 2 |
| 2015  | كانت جميلة                | سيو ان جوك (ظهور خاطف)                 | إم بي سي   |
| 2016  | فرقة 38                   | يانغ جيونغ دو                          | او سي ان   |
| 2016  | ملك التسوق                | كانغ جي سونغ                           | إم بي سي   |
| 2018  | لقد فارقت الإبتسامة عينيك | كيم مو يونغ                            | تي في ان   |
| 2019  | الهاوية                   | فقط ح1 و19                             | تي في ان   |
| 2021  | نافيليرا                  | فقط ح9                                 | تي في ان   |
| 2021  | الموت في خدمتك            | ميول مانغ / كيم سا رام                 | تي في ان   |
| 2022  | مينامدانج                 | نام هان جون                            | كي بي اس 2 |

### سلسلة ويب
| عام  | عنوان                    | الدور       | ملاحظة | مراجع  |
| ---- | ------------------------ | ----------- | ------ | ------ |
| 2014 | فراق آخر                 | آهن يونغ مو |        | [ 12 ] |
| 2022 | الموسيقى التصويرية رقم 1 | جاي جون     | ظهور   | [ 13 ] |
| 2023 | لعبة الموت               | تشوي يي جاي |        | [ 14 ] |

### أفلام
| السنة | الاسم   | الدور   |
| ----- | ------- | ------- |
| 2013  | لا تنفس | وون ايل |

### أغاني مصورة
| السنة | الاسم               | الفنان                     |
| ----- | ------------------- | -------------------------- |
| 2012  | "Please Don't..."   | كي. ويل                    |
| 2013  | "Would You?"        | سوينغز، بمشاركة سيو ان جوك |
| 2013  | "Pick Up the Phone" | فون                        |

## روابط خارجية
- سيو إن جوك على موقع IMDb (الإنجليزية)
- سيو إن جوك على موقع ألو سيني (الفرنسية)
- سيو إن جوك على موقع ميوزك برينز (الإنجليزية)
- سيو إن جوك على موقع قاعدة بيانات الفيلم (الإنجليزية)
- سيو إن جوك على موقع كينوبويسك (الروسية)